# Plakádos
Plakádos är en ort i Grekland.   Den ligger i prefekturen Nomós Lésvou och regionen Nordegeiska öarna, i den östra delen av landet, 260 km öster om huvudstaden Aten. Plakádos ligger 73 meter över havet och antalet invånare är 238. Den ligger på ön Lesbos.
Terrängen runt Plakádos är kuperad. Havet är nära Plakádos åt nordost.  Närmaste större samhälle är Mytilene, 11,2 km nordost om Plakádos. 